# Osvaldo
Osvaldo  è un nome proprio di persona italiano maschile.

## Varianti
- Maschili: Oswalda[4], Osualdo[2]
  - Ipocoristici: Svaldo[5]
- Femminili: Osvalda[4], Oswalda[4]
  - Ipocoristici: Svalda[5]

### Variante in altre lingue
- Anglosassone: Ôsveald[6], Ôsvald[6], Ôsvold[6], Oswald[1]
- Catalano: Osvald[7], Oswald[7]
- Danese: Osvald[8]
- Francese: Oswald[3]
- Gallese: Oswallt
- Germanico: Ansovald[6], Ansoald[6], Ansald[6], Ansold[6]

- Inglese: Oswald[1][9]
  - Ipocoristici: Oz[1], Ozzie[1], Ozzy[1]
- Inglese antico: Oswald[9]
- Islandese: Ósvald
- Latino: Osualdus[2]
- Norreno: Ásvaldr[8]
- Norvegese: Osvald[8]
- Polacco: Oswald

- Portoghese: Osvaldo[1], Oswaldo
- Russo: Освальд (Osval'd)
- Sloveno: Ožbalt[1], Ožbej[1]
- Spagnolo: Osvaldo[1][7], Oswaldo[7]
- Svedese: Osvald[8]
- Tedesco: Oswald[1]
- Ungherese: Oszvald, Ozsvát
  - Femminili: Oszvalda

## Origine e diffusione
Deriva dal nome anglosassone Oswald, composto dagli elementi inglesi antichi os ("dio") e weald ("potere", "dominio"), quindi il significato può essere interpretato come "potere divino", "dominio divino", "potente per volontà di Dio", "potere donato da Dio", oppure "Dio regna". Alcune fonti riconducono il primo elemento a ost ("est"), dando al nome il significato di "re dei paesi dell'est". Dei nomi imparentati esistevano sia in norreno (Ásvaldr), sia in germanico (Ansovald, l'odierno Ansaldo).
In Italia è giunto tramite il francese Oswald, diffusosi grazie al successo di un romanzo di Madame de Staël Corinna o l'Italia, e di un dramma di Ibsen, Spettri, in entrambi i quali figura un personaggio chiamato appunto Oswald; irrilevante, ai fini della diffusione sul suolo italiano, il raro culto verso sant'Osvaldo di Northumbria. Ad oggi è ben attestato in tutta la penisola, con meno frequenza in Italia meridionale. Per quanto riguarda la diffusione in Inghilterra, alla fine del Medioevo il nome era pressoché scomparso, e venne rispolverato nel XIX secolo.

## Onomastico
L'onomastico viene festeggiato il 5 agosto in ricordo di sant'Osvaldo, re di Northumbria e martire, che cristianizzò l'Inghilterra nordorientale. Si ricorda con questo nome anche, in data 29 febbraio (28 negli anni non bisestili), sant'Oswald di Worcester (nato Ásvaldr, avendo origini danesi), arcivescovo di York e vescovo di Worcester.

## Persone

Osvaldo Valenti

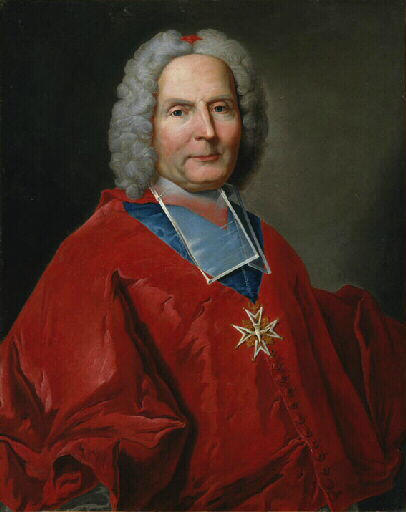
Henri-Osvald de la Tour d'Auvergne de Bouillon

- Osvaldo di Northumbria, re di Northumbria e santo
- Osvaldo Ardiles, calciatore e allenatore di calcio argentino
- Osvaldo Bagnoli, calciatore e allenatore di calcio italiano
- Osvaldo Bignami, pittore italiano
- Osvaldo Cavandoli, animatore, regista e fumettista italiano
- Osvaldo Desideri, scenografo italiano
- Osvaldo Fattori, calciatore e allenatore di calcio italiano
- Osvaldo Guidi, attore, drammaturgo e regista teatrale argentino
- Osvaldo Paladini, ammiraglio italiano
- Osvaldo Pugliese, pianista, direttore d'orchestra e compositore argentino
- Osvaldo Soriano, giornalista e scrittore argentino
- Osvaldo Valenti, attore italiano

### Variante Osvald
- Henri-Osvald de la Tour d'Auvergne de Bouillon, cardinale e arcivescovo cattolico francese
- Osvald Sirén, storico dell'arte finlandese

### Variante Oswaldo

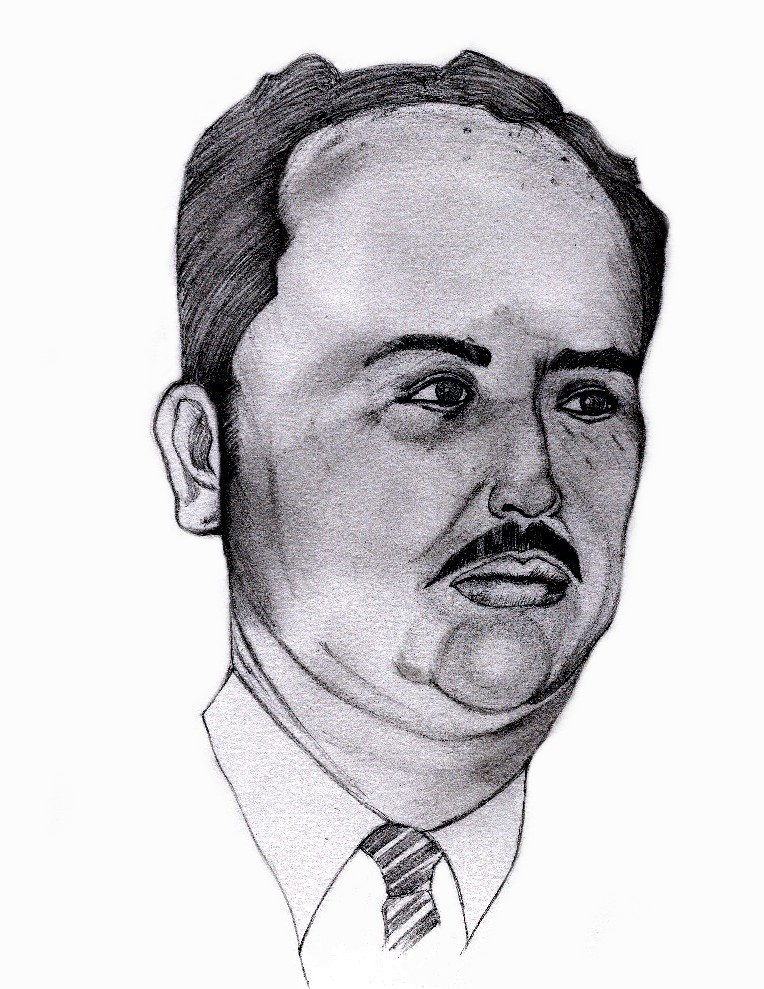
Oswaldo López Arellano

- Oswaldo Cruz, medico e filantropo brasiliano
- Oswaldo de Oliveira, allenatore di calcio brasiliano
- Oswaldo Guayasamín, pittore ecuadoriano
- Oswaldo Guillén, giocatore di baseball e allenatore di baseball venezuelano
- Oswaldo López Arellano, generale e politico honduregno
- Oswaldo Payá, attivista e politico cubano
- Oswaldo Ramírez, calciatore peruviano
- Oswaldo Vizcarrondo, calciatore venezuelano

### Variante Oswald

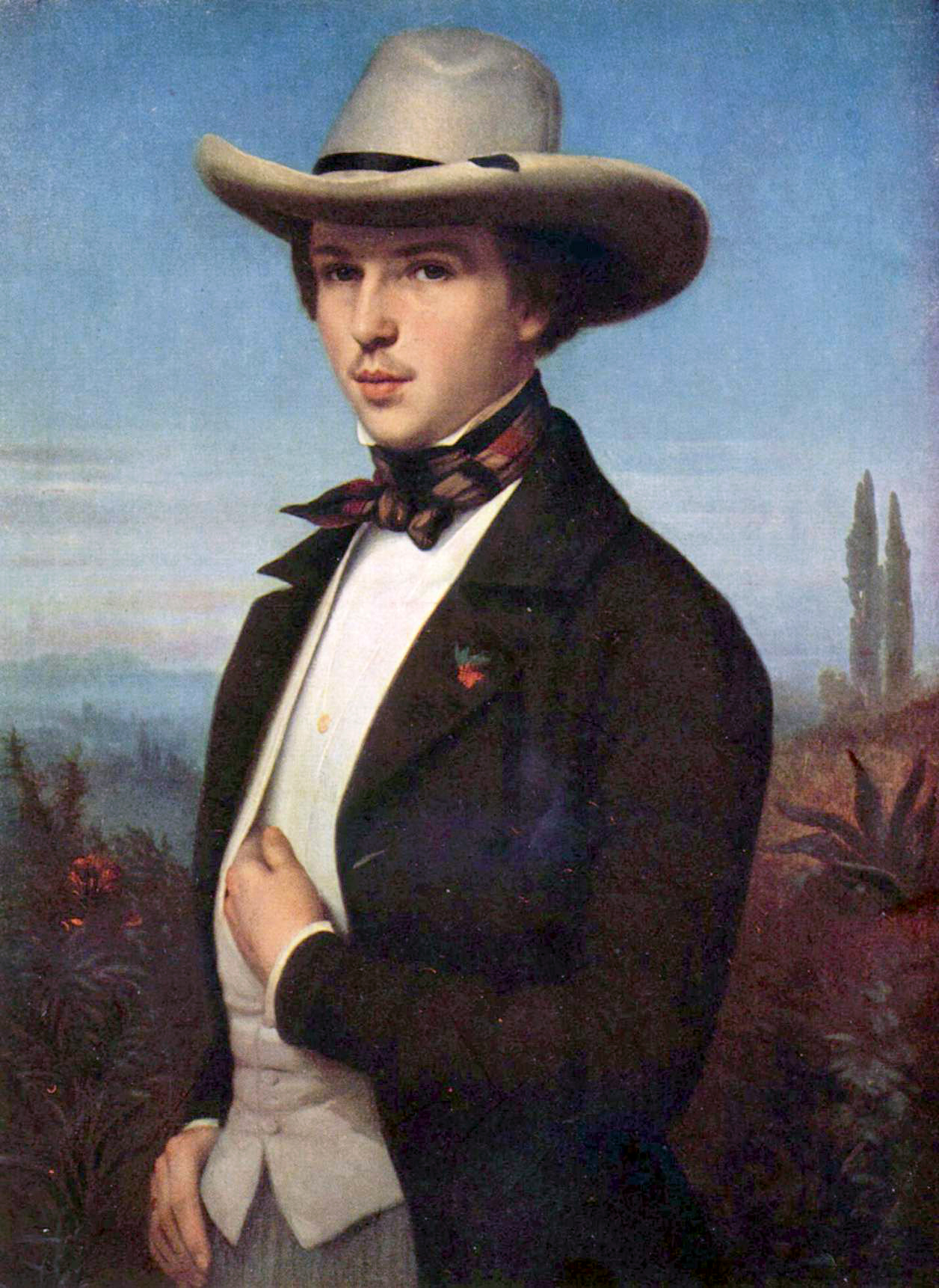
Oswald Achenbach

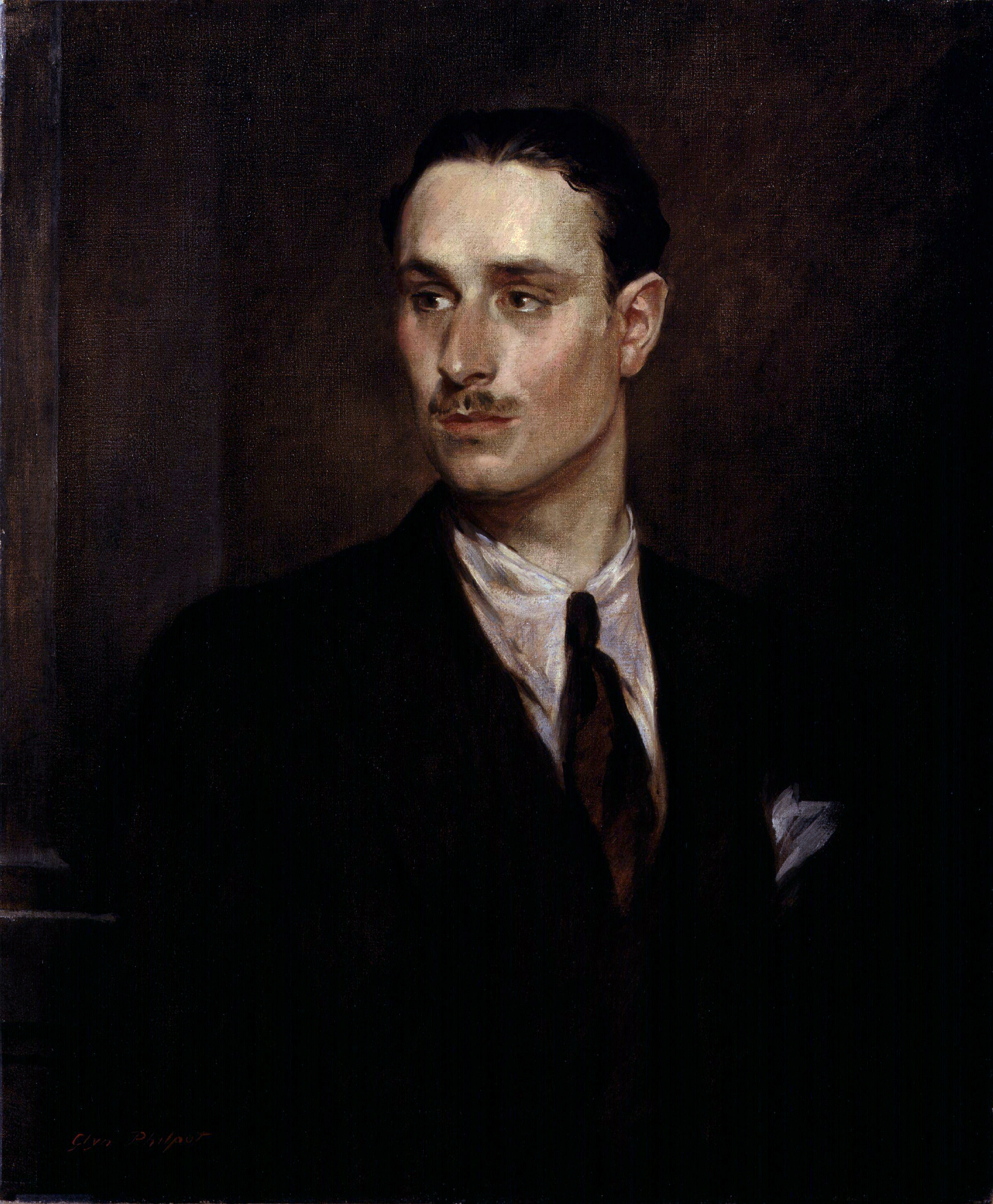
Oswald Mosley

- Oswald dell'Anglia orientale, re vichingo
- Oswald di Worcester, arcivescovo e santo britannico
- Oswald Achenbach, pittore tedesco
- Oswald Theodore Avery, medico canadese
- Oswald Boelcke, aviatore tedesco
- Oswald Gracias, cardinale e arcivescovo cattolico indiano
- Oswald Haselrieder, slttinista italiano
- Oswald Külpe, psicologo tedesco
- Oswald Morris, direttore della fotografia britannico
- Oswald Mosley, politico britannico
- Oswald Pirow, politico sudafricano
- Oswald Pohl, militare tedesco
- Oswald Spengler, scrittore, storico e filosofo tedesco
- Oswald Szemerényi, glottologo e linguista ungherese
- Oswald Mathias Ungers, architetto tedesco
- Oswald Veblen, matematico statunitense
- Oswald von Richthofen, politico tedesco
- Oswald von Thun und Hohenstein, politico austriaco
- Oswald von Wolkenstein, poeta, compositore e diplomatico tedesco
- Oswald Wirth, esoterista, scrittore e disegnatore svizzero

### Variante femminile Osvalda
- Osvalda Giardi, atleta italiana
- Osvalda Trupia, politica italiana

## Il nome nelle arti
- Oswald il coniglio fortunato è un personaggio dei cartoni animati creato da Walt Disney e Ub Iwerks. Creato l'anno prima di Topolino, è stato il primo successo di Disney.
- Osvald Alving è un personaggio del dramma di Henrik Ibsen Spettri.
- Oswald Chesterfield Cobblepot, più noto come Pinguino, è un personaggio della serie Batman.
- Oswald Nelvil è un personaggio del romanzo di Madame de Staël Corinna o l'Italia.
- Osvaldo Strozzacatene, detto "L'Atomica", è un personaggio del romanzo di Giorgio Faletti Porco il mondo che ciò sotto i piedi.
- Asmodeus, detto "Ozzie", è un personaggio della webserie animata Helluva Boss.